# Dołno Sydiewo
Dołno Sydiewo (bułg. Долно Съдиево) – wieś w południowej Bułgarii, w obwodzie Chaskowo, w gminie Madżarowo. Według danych Narodowego Instytutu Statystycznego, 31 grudnia 2012 roku wieś liczyła 105 mieszkańców.

## Urodzeni w Dołnim Sydiewie
- Iwan Radniczew – rewolucjonista